# Nous n'irons plus au bois (film, 1955)
Pour les articles homonymes, voir Nous n'irons plus au bois (homonyme).
Pour plus de détails, voir Fiche technique et Distribution.
Nous n'irons plus au bois est un film belge d'Ivan Govar sorti en 1955.
Premier film du réalisateur, c'est un moyen métrage en 16 mm, noir et blanc dans le genre poétique avec Denise Carvenne.

## Fiche technique
- Réalisateur : Ivan Govar
- Scénaristes : Ivan Govar et Jacques Sempey
- Musique originale  : André Cazenabe
- Photographie : Claude Beaugé
- Société de production : Belgian Films
- Format : Noir et blanc - Son mono
- Langue : Français
- Pays :  Belgique
- Genre : Film dramatique
- Durée : 45 minutes
- Année de sortie : 1955 en Belgique

## Distribution
- Denise Carvenne
- Henry Charles
- Jean Gerardy
- Ivan Govar
- Jacques Prévot
- Jacques Sempey
- Maryse Tardieu